# Talang Padang (Pinoraya)
Talang Padang is een bestuurslaag in het regentschap Bengkulu Selatan van de provincie Bengkulu, Indonesië. Talang Padang telt 663 inwoners (volkstelling 2010).